# Улица Маршала Вершинина
Улица Ма́ршала Верши́нина — улица на северо-западе Москвы в районе Щукино Северо-Западного административного округа между улицами Народного Ополчения и Расплетина.

## Происхождение названия
Первоначально называлась 9-я улица Октябрьского Поля. В 1974 году переименована в честь К. А. Вершинина (1900—1973) — Главного маршала авиации, Героя Советского Союза. Во время Великой Отечественной войны командовал авиацией ряда фронтов, после войны главнокомандующий ВВС СССР.

## Описание

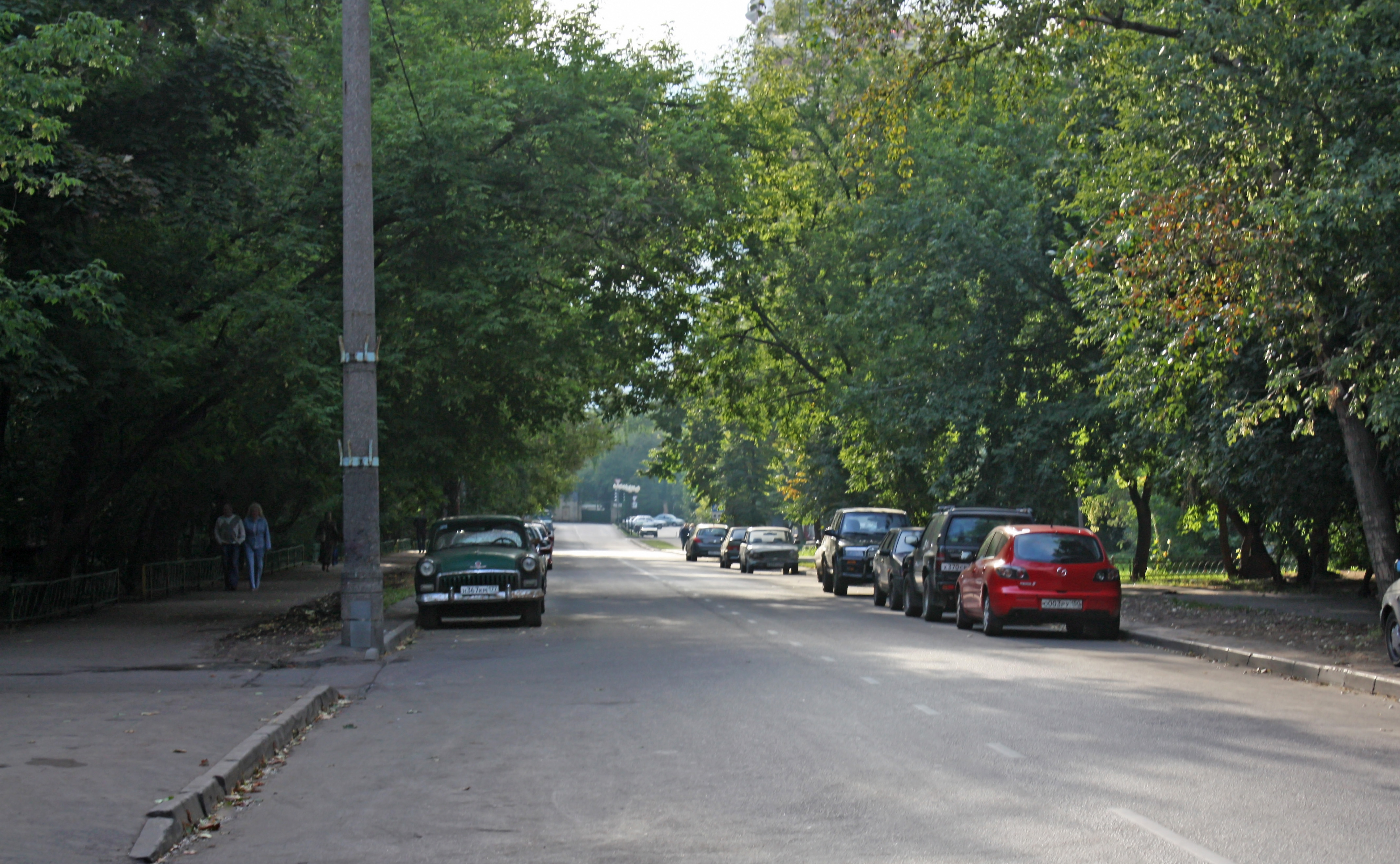
Начало улицы.

Улица Маршала Вершинина отходит слева от улицы Народного Ополчения чуть южнее от улицы Маршала Мерецкова и проходит на запад до улицы Расплетина.

## Учреждения и организации
по нечётной стороне:
по чётной стороне:
- № 4, корпус 1 — Общество восстановления и охраны природы г.Москвы, Северо-Западный окружной совет;
- № 10 — торговый дом «Планета».